# Elan Bearnais Pau Lacq Orthez (Pau Nord Est)
El Elan Bearnais Pau Lacq Orthez (Pau Nord Est) es un equipo de baloncesto francés con sede en la ciudad de Pau, que compite en categorías regionales. Es el equipo filial del ÉB Pau-Orthez. Disputa sus partidos en el Centre de Formation Bruno Tarricq.

## Posiciones en liga
- 2010 - (NM3)
- 2011 - (5-NM2)
- 2012 - (13-NM2)
- 2013 - (1-NM3)
- 2014 - (2-NM2)
- 2015 - (11-NM2)
- 2016 - (9-NM2)
- 2017 - (14-NM2)

## Palmarés
- Campeón NM3 - 2013
- Campeón Copa des PA - 2013